# Сато Ейсаку

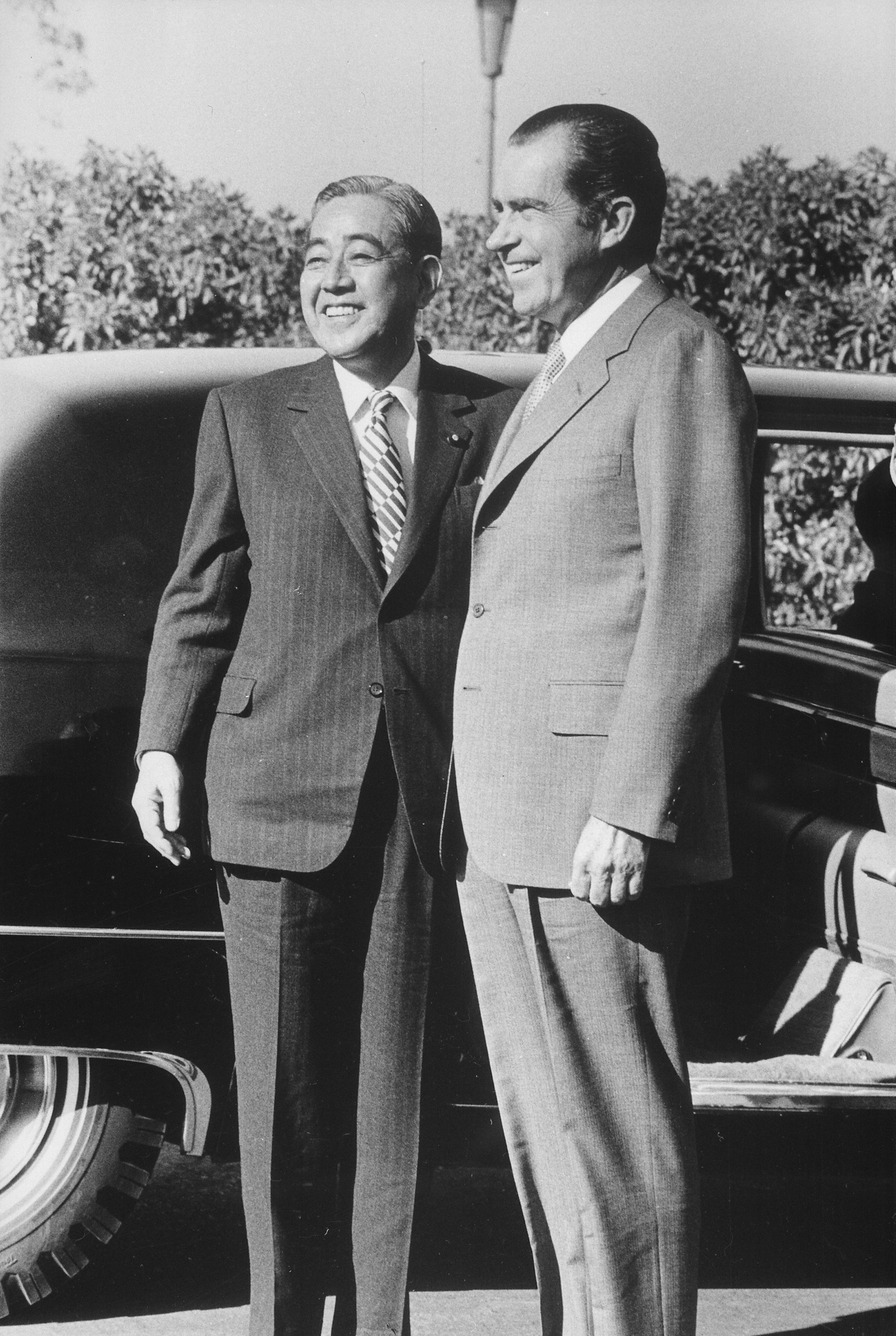
Сато Ейсаку та Річард Ніксон, 1972

Сато́ Ейса́ку  (яп. 佐藤榮作, さとう えいさく; нар. 27 березня 1901 — пом. 3 червня 1975) — японський політичний і державний діяч, дипломат. Прем'єр-міністр Японії (9 листопада 1964 — 17 лютого 1967, 17 лютого 1967 — 14 січня 1970, 14 січня 1970 — 7 липня 1972). Голова Ліберально-демократичної партії (1964–1972). Головний секретар Кабінету міністрів (1948–1949), міністр телекомунікацій (1951–1952), міністр пошти (1951–1952), міністр будівництва (1952–1953), міністр фінансів (1958–1960) і міністр торгівлі і промисловості (1961–1962). Начальник Управління з розвитку Хоккайдо (1951–1952, 1962–1964), голова Управління науки і техніки (1963–1964). Лауреат Нобелівської премії миру (1974). Учень Йосіди Сіґеру, продовжувач його курсу прискореного економічного розвитку та співпраці із США у сфері оборони.

## Біографія

### Молоді роки
Народився 27 березня 1901 в Табусе префектури Ямагуті. Він був молодшим із трьох синів у родині відставного чиновника Сато Хідесуке, що займався виробництвом саке.
У 1907 поступив до початкової школи в рідному селі. За свою темну шкіру він отримав прізвисько «лопуховий корінь».
У 1921, після закінчення середньої і вищої шкіл, Ейсаку поступив на юридичний факультет Токійського університету, де зайнявся вивченням німецького права. Ще під час вступних іспитів він познайомився із Ікедою Хаято, майбутнім колегою по партії та прем'єр-міністром Японії.
У 1923 успішно склав іспити на посаду державного службовця, і в 1924, випустившись з університету, влаштувався на роботу до Міністерства залізниць. Через два роки Сато одружився зі своєю кузиною Сато Хіроко, яка у шлюбі народила двох синів.

### Кар'єра
Після закінчення місцевої початкової школи Кунікі і середньої школи в Куматото, Сато поступив до 1924 року він в На службі Сато оцінили, він обіймав низку важливих посад, в тому числі посаду директора бюро залізниць Осаки (1944—1946) і віце-міністра з перевезень (1947—1948).
У березні 1948 залишив турботи про транспорт і зайнявся політикою. Він вступив в Ліберально-демократичної партії і був обраний головою партійного осередку в префектурі Ямаґуті. У жовтні прем'єр Йосіда Сіґеру залучив його до свого кабінету. Йосіда намагався зробити це негайно після закінчення Другої світової війни, проте американська окупаційна влада блокували призначення Сато, тому що його брат Нобусуке був членом довоєнного уряду і підозрювався у скоєні воєнних злочинів. Однак Нобусуке (згідно з японськими шлюбними звичаями змінив своє прізвище на Кісі) був виправданий, і брати отримали доступ до політики.
На виборах до парламенту 1949 Сато змінив співвідношення сил на користь своєї партії. Він залишив пост секретаря кабінету і став одним з найближчих помічників прем'єра Йосіди, спочатку як міністр пошт та телекомунікацій (1951—1952), потім — міністр будівництва (1952—1953), після чого був обраний генеральним секретарем партії.
Кар'єра Сато сильно постраждала в 1954, коли йому і кільком іншим політикам було пред'явлено звинувачення в отриманні хабара від суднобудівної компанії. Звинувачення проти нього поступово були зняті, але партія зазнала серйозних втрат. До 1957 Сато перебував поза політикою, потім був обраний головою виконавчого комітету оновленої ліберально-демократичної партії, президентом якої був його брат.
У 1958 Кісі Нобусуке став прем'єром Японії, призначивши брата міністром фінансів. У 1960 прем'єром був обраний однокласник Сато Ікеда Хаято, який запропонував йому посаду міністра зовнішньої торгівлі і промисловості. У липні 1962 Сато вийшов з кабінету, в чому угледіли його претензії на пост прем'єра, і відправився в закордонну поїздку, він зустрічався з лідерами Франції, США та інших великих держав. Потім, незважаючи на розбіжності з Ікедою, якому він дорікав за слабкасть, Сато повернувся до його кабінету в липні 1963 і залишався там до кінця 1964. Потім він висунув свою кандидатуру на пост лідера партії, щоб у разі перемоги на виборах стати прем'єр-міністром. Хоча Ікеда зберіг лідерство, у жовтні 1964 він був змушений подати у відставку за станом здоров'я. Після деяких коливань Ікеда призначив Сато своїм наступником, і 9 листопада 1964 парламент обрав його прем'єр-міністром.

### Прем'єр-міністр
У перші ж дні перебування при владі Сато оголосив про намір зміцнити позиції Японії на міжнародній арені при збереженні післявоєнного пацифізму. «Я думаю, що неозброєні і без'ядерні держави, такі, як Японія, повинні грати значнішу роль у збереженні миру», — заявив Сато після інавгурації. Прем'єр-міністр обіцяв продовжувати політику тісної співпраці з США, підтвердив прихильність післявоєнній конституції Японії, яка, зокрема, говорилося: «Війна і загроза або інше застосування сили забороняються як засіб вирішення конфліктів між народами». Це підтвердження мало тим важливіше значення, що військова політика Японії, потужна економіка якої зростала на очах, перебувала на роздоріжжі. Сато дав зрозуміти, що Японія засуджує використання ядерної зброї, і заявив про рішучість «не робити такої зброї», не мати і не допускати його до Японії".
Сато прагнув поліпшити відносини Японії з сусідами. У 1965 він підписав договір про дружбу і відновив дипломатичні відносини з Південною Кореєю, колишній жертвою японської агресії. Два роки по тому Сато здійснив поїздку на Філіппіни, в Австралію, Нову Зеландію, Південний В'єтнам, Лаос, Таїланд, Сінгапур, Малайзію, Індонезію і Бірму, що благотворно позначилося на розвитку торгових і культурних відносин. Під час в'єтнамської війни Сато намагався виступити посередником, але він же і розчарував багатьох японців, схваливши американські бомбардування Північного В'єтнаму в 1968 році.
Завдяки тісним зв'язкам з США Сато домігся найважливішого мирного повернення Японії островів Окінава та Огасавара. США захопили ці острови під час другої світової війни в ході запеклої битви. Після п'ятирічних переговорів у 1972 на островах був відновлений японський суверенітет. Сато намагався налагодити відносини з СРСР і Китаєм, але безуспішно. У липні 1972 він залишив пост прем'єр-міністра через розбіжності всередині партії.

## Нобелівська премія миру
Направивши Японію курсом антимілітаризму, Сато був удостоєний Нобелівської премії миру 1974 року, яку розділив з Шоном Макбрайдом. Представник Норвезького нобелівського комітету Осе Ліонес заявила з цього приводу: «Блокуючи тенденцію до відродження націоналістичної політики в післявоєнній Японії, постійно підкреслюючи потребу в міжнародному співробітництві, граючи роль арбітра і тим самим допомагаючи згладити розбіжності, Сато зробив свій головний внесок у справу миру». Ліонес також зазначила, що саме керівництво Сато зумовило засудження Японією ядерної зброї — єдиною з великих держав.
Приймаючи нагороду, Сато закликав СРСР і США до ядерного роззброєння. Він також говорив про необхідність укласти міжнародну угоду про співробітництво в мирному використанні енергії атома.
Вибір Сато як Нобелівського лауреата був де-не-де зустрінутий з подивом. Хоча японців потішило визнання антимілітаризму їхньої країни, багато хто ставив під сумнів пацифізм Сато. Японці пам'ятали, що Сато схвалив бомбардування Північного В'єтнаму, перешкоджав вступу Китайської Народної Республіки в ООН і відновлення нормальних відносин з Пекіном.
19 травня 1975 під час обіду в ресторані у Сато стався крововилив у мозок. Через два тижні він помер.

## Ядерна угода зі США
Наприкінці 2009 року в японському виданні Yomiuri Shimbun був опублікований текст секретної угоди між Токіо і Вашингтоном щодо ядерної зброї. Тоді уряд Юкіо Хатояма, прихід якого до влади в 2009 році став кінцем 54-річного правління консерваторів в країні, почав перевірку існування подібного документа.
В березні 2010 році урядова комісія в Японії офіційно підтвердила факт існування секретного договору. Угода дозволяла американським кораблям з ядерною зброєю перебувати в японських портах, що порушувало статус Японії як без'ядерної країни.
Договір був підписаний президентом США Річардом Ніксоном і прем'єр-міністром Японії Ейсаку Сато в 1966 році, довгий час про його існування ходили тільки чутки. Консервативний японський уряд існування договору протягом багатьох років спростовував. Вважається, що в останні роки текст договору зберігався в сім'ї Ейсаку Сато.

## Родина
- Прадід: Сато Нобухіро (1816—1900) — самурай, васал Тьосю-хану.
- Дід: Сато Нобухіко — китаєзнавець, політик, депутат префектурної ради Ямаґуті.
- Баба: Сато Міне — уродженка Токуяма-хану
- Батько: Сато Хідесуке — службовець префектури Ямаґуті, виробник саке.
- Матір: Сато Мойо
- Брати:

- Сато Ітіро (1889—1958) — військовий, віце-адмірал Імперського флоту Японії.
- Кісі Нобусуке (1896—1987) — політик, прем'єр-міністр Японії.

- Сестри

- Сато Такеко
- Сато Кома
- Сато Нейо
- Сато Тійоко
- Сато Сона
- Сато Тосіко
- Сато Ясуко